# Col d'Hospitalet
Le col d'Hospitalet est un col de montagne pédestre des Pyrénées à 2 548 mètres d'altitude, dans le Lavedan, dans le département français des Hautes-Pyrénées en Occitanie.
Il est situé dans la vallée d'Arrens dans le val d'Azun.

## Géographie
Le col d'Hospitalet est situé entre le pic Arrouy (2 708 m) au nord-est, et le pic des Tourettes (2 771 m) au sud-ouest.
Il surplombe le lac de Pouey Laün (2 346 m) à l'ouest et le lac de Migouélou (2 278 m)  à l'est.

## Protection environnementale
Le col est situé dans le parc national des Pyrénées et fait partie d'une zone naturelle protégée, classée ZNIEFF de type 1.

## Voies d'accès
Le versant ouest est accessible par le sentier au départ du lac de Pouey Laün en partie ouest en provenance du lac du Tech.
Le versant est est accessible par le sentier au départ du barrage de Migouélou.